# كوبا أمريكا تحت 17 سنة 2015
كوبا أمريكا تحت 17 سنة 2015 (بالإسبانية: Campeonato Sudamericano de Fútbol Sub-17 de 2015)‏ هو الموسم 16 من كوبا أمريكا تحت 17 سنة. أشرف على تنظيمه كونميبول، وكان عدد الأندية المشاركة فيه 10، وفاز فيه منتخب البرازيل تحت 17 سنة لكرة القدم.